# طرد الأرواح من إيميلي روز
طرد الأرواح من إيميلي روز  (بالإنجليزية: The Exorcism of Emily Rose)‏ هو فيلم رعب خارق للطبيعة وجريمة ودراما أمريكي، من إخراج سكوت ديركسون سنة 2005، وبطولة لورا ليني وتوم ويلكينسون. يعتمد الفيلم على قصة أناليس ميشيل. يتصرف الفيلم في سياق متجدد لأعمال مثل رواية طارد الأرواح، وفيلم طارد الأرواح الشريرة عام 1973، الذي يتعامل مع الموضوعات نفسها.

## طاقم التمثيل
- لورا ليني في دور إيرين كريستين برونر
- توم ويلكينسون في دور الأب ريتشارد مور
- كامبل سكوت في دور إيثان توماس
- جينيفر كاربنتر في دور إميلي روز
- كولم فيور في دور كارل جوندرسون
- جوشوا كلوز مثل جايسون
- كينيث ويلش في دور الدكتور مولر
- دنكان فريزر في دور الدكتور كارترايت
- جر بورني في دور راي
- ماري بيث هيرت في دور القاضي بروستر
- هنري تشيرني في دور الدكتور بريجز
- شهره اغداشلو بدور الدكتورة سديرة أداني

## القصة
إيميلي روز، وهي مراهقة أميركية تبلغ من العمر 19 عاماً، تموت بسبب جروح ذاتية وسوء تغذية بعد محاولة طرد الأرواح الشريرة منها. يقول الناس أنها كانت متمَلَّكَة من قبل 6 شياطين. يتم اعتقال الأب ريتشارد مور، كاهن الأسقف الكاثوليكي الذي حاول طرد الأرواح الشريرة منها وأرسل إلى المحكمة. في حين أن الأبرشية تريد من مور الإقرار بالذنب لتقليل الانتباه العام للجريمة، فإن مور يعتزم بدلاً من ذلك أن يدان بأنه غير مذنب. وتشغل إيرين برونر، وهي محامية طموحة تأمل استخدام المحاكمة لتصبح شريكا رئيسيا في مكتب المحاماة الخاص بها، القضية. يوافق مور على السماح لها بالدفاع عنه إذا استطاع أن يقول الحقيقة وراء قصة إيميلي.
خلال المحاكمة، يتم قص ماضي إيميلي من خلال ذكريات الماضي والأدلة التي قدمها الشهود. المدعي العام للمحاكمة هو إيثان توماس، الميثودي الممارس، مع القاضي برويستر. ادعى الادعاء أن إيميلي عانت من الصرع والذهان لتفسير سلوكها. تلقت إيميلي منحة دراسية للحصول على البكالوريوس ولكنها أظهرت علامات على تملك شيطاني بعد أن بدأت في حضور الدروس، وتعاني من الرؤى والابتزازات البدنية. وقد تلقت إيميلي أدوية مضادة للصرع وتم تشخيصها بالصرع، لكن العلاج فشل في مداواتها. أخذ صديق يدعى جايسون إيميلي إلى بيت عائلتها، حيث واصلت عرض صفات الحيازة إلى ان تم استدعاء مور لمحاولة طرد الأرواح الشريرة.
تبدأ برونر في مواجهة ظاهرة خارقة للطبيعة في المنزل، حيث تستيقظ في تمام الساعة الثالثة صباحًا على رائحة مادة مشتعلة. وتحذرها مور من أنها قد تكون هدفا للشياطين، وكشف عن أنه قد تعرض أيضا لظواهر مماثلة في الليلة التي كان يعد فيها لطرد الأرواح الشريرة. مع بناء النيابة قضية قوية، تصعد برونر بنفسها بمحاولة إضفاء الشرعية على امتلاك إيميلي. استدعت عالمة الأنثروبولوجيا ساديرا أداني للإدلاء بشهادتها حول المعتقدات السائدة حول الامتلاك الروحي من ثقافات مختلفة، لكن توماس رفض مزاعمها بأنها هراء. غراهام كارترايت، الطبيب الذي حضر تعويذة الأرواح الشريرة، يعطي برونر شريط كاسيت يسجل عليه عملية طرد الأرواح الشريرة.
تم استدعاء مور إلى الموقف الذي يلعب فيه الشريط. كما عرض في الفلاش باك، يشارك مور، والد إميلي، وجيسون، والدكتور كارترايت في طرد الأرواح الشريرة بينما تصلي أمها وأخواتها في غرفة المعيشة. خلال صلاة الرب، هجمات إيميلي، تسببت في تحريك القطط العائلية ومهاجمة مور. بما أنّ (جايسون) و (كارترايت) يساعد (مور)، (إيميلي) تهرب من قيودها، تقفز من نافذة، وتهرب إلى حظيرة الأسرة. الآخرون يطاردونها، مور يواصل طرد الأرواح الشريرة ويطالب بمعرفة اسم الشيطان. يستجيب من خلال الكشف عن وجود ستة شياطين - أولئك الذين يتملكونها قايين، نيرو، ويهوذا الاسخريوطي، وهو عضو في الفيلق، بليال، ولوسيفر نفسه. ينتهي طرد الأرواح الشريرة فجأة عندما يقدم الرجال المساعدة إلى والد إيميلي، الذي أصيبت به الخيول الجامحة. توماس الأسباب التي يمكن تفسير سلوك إيميلي هي عن طريق تعلم اللغات القديمة في المدرسة وصرعها.
توافق كارترايت على الإدلاء بشهادة لمصادقة طرد الأرواح الشريرة ودحض الرعاية الطبية للادعاء. ومع ذلك، فشل في الظهور في الوقت المخصص له، ويذهب برونر للبحث عنه. بعد مرور الثواني على العثور على كارترايت، أصيب الطبيب بالذهول من قبل سيارة. تعود برونر إلى مكتبها وتحذر رئيسها من أنه إذا سمحت لمور بالإدلاء بشهادتها مرة أخرى، فسوف يطلقها. تزور برونر مور في زنزانته بالسجن، حيث يقنعها بالسماح له بإخبار بقية قصة إيميلي على الرغم من تهديد رئيسها.
في اليوم التالي، أخذت مور الشاهدة مرة أخرى وتقرأ رسالة كتبتها إيميلي قبل وفاتها. يكشف الفلاش باك أنه في صباح اليوم التالي لطرد الأرواح الشريرة، زارت مريم العذراء في حقل قريب من منزلها. عرضت الاختيار بين الصعود إلى السماء أو البقاء لتصبح شهيدة ولكن لإثبات وجود الله والشياطين، إيميلي اختارت هذا الأخير. وتشرح مور أنها تلقت بعد ذلك نذاعات على ذراعيها، لكن توماس يدعي أنها اكتسبت علامات من الاستيلاء على سياج من الأسلاك الشائكة المحيطة بمزرعة عائلة روز.
وفي نهاية المطاف، تصل هيئة المحلفين إلى حكم بالإدانة، لكن تفاجئ المحكمة بأن تطلب من القاضي برويستر أن يمنح حكمًا بالوقت. على الرغم من أنها صدمت من الاقتراح، فإنها تقبله في النهاية، والأب مور له مطلق الحرية في الذهاب. يتم تقديم برونر للموقف الذي تريده، ولكنها ترفض. في وقت لاحق، يقوم مور وبرونر بزيارة قبر إيميلي حيث يقول الأول أن الوقت سيأتي حيث ستُعلن إيميلي قديسة.

## الإنتاج
قام المخرج سكوت ديركسون بكتابة السيناريو رفقة باول هاريس بوردمان.
شخصية إميلي روز مستوحاة من قصة أناليس ميشيل. قام المخرج الألماني هانز كريستيان شميد بعمل فيلمه الخاص عن قصة ميشيل بعنوان «قداس» (Requiem)، في الوقت نفسه تقريبًا في أواخر عام 2006.
تم اختيار المراهقة سارة نيميتز كمغنية للموسيقى التصويرية. عملت نيميتز مرة أخرى مع كريستوفر يونغ في فيلم (The Uninvited) سنة 2009. 

## الاستقبال

### شباك التذاكر
حقق الفيلم 75.1 مليون دولار محليًا، و 144.2 مليون دولار في جميع أنحاء العالم، مقابل ميزانية قدرها 19 مليون دولار. فيما اعتبر لديريكسون أنّ الفيلم قد فشل في جني الأرباح.

### الاستقبال النقدي
على موقع روتن توميتوز، حصل الفيلم على نسبة موافقة تبلغ 44 ٪، بناءً على 157 تعليقًا. أمّا في ميتاكريتيك، فقد حصل الفيلم على مجموع نقاط 46 من 100، بناءً على 32 مراجعة.
روجر إيبرت من شيكاغو سن-تايمز أعطى الفيلم ثلاثة من أصل أربعة نجوم، واصفًا إياه بأنه «مثير للاهتمام ومحير». أعطى بول أرندت من بي بي سي الفيلم ثلاثة من أصل خمسة نجوم. أعطى أولي ريتشاردز من إمباير الفيلم ثلاثة من أصل خمسة نجوم أيضًا. قدم إد غونزاليز من مجلة سلنت ماغازين الفيلم واحدًا ونصف من أصل أربعة نجوم.
في عام 2006، أدرجت جمعية شيكاغو لنقاد السينما الفيلم في قائمة أفضل 100 فيلم رعب على الإطلاق في المرتبة 86. فازت جينيفر كاربنتر بجائزة «أفضل أداء رعب» في حفل توزيع جوائز إم تي في للأفلام عام 2006.

## وصلات خارجية
- طرد الأرواح من إيميلي روز على موقع IMDb (الإنجليزية)
- طرد الأرواح من إيميلي روز على موقع ميتاكريتيك (الإنجليزية)
- طرد الأرواح من إيميلي روز على موقع روتن توميتوز (الإنجليزية)
- طرد الأرواح من إيميلي روز على موقع نتفليكس (الإنجليزية)
- طرد الأرواح من إيميلي روز على موقع قاعدة بيانات الأفلام العربية
- طرد الأرواح من إيميلي روز على موقع ألو سيني (الفرنسية)
- طرد الأرواح من إيميلي روز على موقع Turner Classic Movies (الإنجليزية)
- طرد الأرواح من إيميلي روز على موقع أول موفي (الإنجليزية)
- طرد الأرواح من إيميلي روز على موقع بوكس أوفيس موجو (الإنجليزية)
- طرد الأرواح من إيميلي روز على موقع فيلمافينيتي (الإسبانية)